# Пегіс 1B
Пегіс 1B (англ. Peguis 1B) — індіанська резервація в Канаді, у провінції Манітоба, у межах невключеної частини переписної області №19.

## Населення
За даними перепису 2016 року, індіанська резервація нараховувала 2704 особи, показавши зростання на 3,6%, порівняно з 2011-м роком. Середня густина населення становила 8,7 осіб/км².
З офіційних мов обидвома одночасно володіли 5 жителів, тільки англійською — 2 675. Усього 85 осіб вважали рідною мовою не одну з офіційних, з них 80 — одну з корінних мов.
Працездатне населення становило 46,1% усього населення, рівень безробіття — 25%.
Середній дохід на особу становив $22 355 (медіана $15 616), при цьому для чоловіків — $17 305, а для жінок $27 206 (медіани — $12 203 та $17 971 відповідно).
23,8% мешканців мали закінчену шкільну освіту, не мали закінченої шкільної освіти — 46,1%, 30,1% мали післяшкільну освіту, з яких 21,7% мали диплом бакалавра, або вищий.
| Статево-вікова структура населення | Статево-вікова структура населення | Статево-вікова структура населення | Статево-вікова структура населення | Статево-вікова структура населення |
| ---------------------------------- | ---------------------------------- | ---------------------------------- | ---------------------------------- | ---------------------------------- |
|                                    |                                    |                                    |                                    |                                    |
| Всього                             | Всього                             | 49,7%50,3%                         |                                    |                                    |
| 0 — 14 років                       | 0 — 14 років                       |                                    | 28,7%                              | 28,7%                              |
| 15 — 64 років                      | 15 — 64 років                      |                                    | 63%                                | 63%                                |
| 65 і більше                        | 65 і більше                        |                                    | 8,3%                               | 8,3%                               |
| 85 і більше                        | 85 і більше                        |                                    | 0,9%                               | 0,9%                               |
| Середній вік (років)               | Середній вік (років)               | 32,732,3                           | 32,5                               | 32,5                               |
| Медіана (років)                    | Медіана (років)                    | 29,528,6                           | 29,0                               | 29,0                               |
| — чоловіки — жінки                 |                                    |                                    |                                    |                                    |

| Походження мешканців:     | Походження мешканців:     | Походження мешканців: | Походження мешканців: | Походження мешканців: |
| ------------------------- | ------------------------- | --------------------- | --------------------- | --------------------- |
| Походження                |                           |                       | осіб                  | %                     |
| Корінні американці        | Корінні американці        |                       | 2 640                 | 98.32%                |
| Інше північноамериканське | Інше північноамериканське |                       | 0                     | 0%                    |
| Європейське               | Європейське               |                       | 200                   | 7.45%                 |
| британське                | британське                |                       | 125                   | 4.66%                 |
| французьке                | французьке                |                       | 30                    | 1.12%                 |
| українське                | українське                |                       | 30                    | 1.12%                 |

## Клімат
Середня річна температура становить 0,9°C, середня максимальна – 22,3°C, а середня мінімальна – -26,7°C. Середня річна кількість опадів – 553 мм.
| Клімат поселення                              | Клімат поселення | Клімат поселення | Клімат поселення | Клімат поселення | Клімат поселення | Клімат поселення | Клімат поселення | Клімат поселення | Клімат поселення | Клімат поселення | Клімат поселення | Клімат поселення | Клімат поселення |
| Показник                                      | Січ.             | Лют.             | Бер.             | Квіт.            | Трав.            | Черв.            | Лип.             | Серп.            | Вер.             | Жовт.            | Лист.            | Груд.            |                  |
| Середній максимум, °C                         | −13,74           | −9,79            | −2,13            | 8,38             | 16,48            | 22,30            | 22,20            | 21,07            | 16,06            | 9,03             | −1,2             | −11,37           |                  |
| Середня температура, °C                       | −20,2            | −16,26           | −8,6             | 1,91             | 10,01            | 15,82            | 17,70            | 16,50            | 11,50            | 4,50             | −5,74            | −15,9            |                  |
| Середній мінімум, °C                          | −26,66           | −22,72           | −15,06           | −4,54            | 3,56             | 9,38             | 13,13            | 12,00            | 6,99             | −0,1             | −10,3            | −20,48           |                  |
| Норма опадів, мм                              | 26               | 18               | 31               | 30               | 58               | 84               | 63               | 74               | 59               | 49               | 32               | 29               |                  |
| Середньомісячна швидкість вітру, м/с          | 3.80             | 3.74             | 3.90             | 4.10             | 4.10             | 3.80             | 3.50             | 3.70             | 4.10             | 4.40             | 4.30             | 3.90             |                  |
| Середньомісячна сонячна радіація, кДж/м²·день | 3911             | 7206             | 12471            | 17354            | 20235            | 21075            | 21373            | 17972            | 12146            | 7034             | 3801             | 2850             |                  |
| --------------------------------------------- | ---------------- | ---------------- | ---------------- | ---------------- | ---------------- | ---------------- | ---------------- | ---------------- | ---------------- | ---------------- | ---------------- | ---------------- | ---------------- |
| Джерело:                                      |                  |                  |                  |                  |                  |                  |                  |                  |                  |                  |                  |                  |                  |